# Bon Iver
Bon Iver je americká hudební skupina. Jejím frontmanem, autorem většiny písní a producentem jejích nahrávek je Justin Vernon. První album For Emma, Forever Ago, které nahrál téměř celé sám Vernon, vyšlo v červenci roku 2007. Roku 2009 následovalo čtyřpísňové EP Blood Bank. Hudebník Peter Gabriel vydal na svém albu Scratch My Back coververzi písně „Flume“ od Bon Iver. Skupina Bon Iver následně přispěla coververzí Gabrielovy písně „Come Talk to Me“ na album And I'll Scratch Yours.

## Diskografie
- For Emma, Forever Ago (2007)
- Bon Iver, Bon Iver (2011)
- 22, A Million (2016)
- I, I (2019)
- Sable, Fable (2025)